# Хореартиум
«Хореа́ртиум» (лат. Choreartium от др.-греч. χορεία — хороводная пляска, хоровод + лат. ars, artis — искусство) — одноактный балет (балет-симфония, симфонический балет, или хореографическая симфония) в постановке Л. Ф. Мясина на музыку 4-й симфонии И. Брамса, либретто балетмейстера, сценография К. А. Терешковича, Е. Лурье и Ю. П. Анненкова. Впервые представлен труппой Русский балет Монте-Карло 24 октября 1933 года в театре Альгамбра, Лондон.

## История создания
С 1932 по 1937 год Леонид Мясин был главным балетмейстером труппы Русский балет Монте-Карло. В это период им были созданы три из шести балетов-симфоний: «Предзнаменования» (1933), «Хореартиум» и «Фантастическая симфония» на музыку одноимённой симфонии Г. Берлиоза (1936). Третья из этих хореографических симфоний считается шедевром мясинских постановок данного жанра.
Часть 1931 года Мясин работал над трактатом по хореографии в надежде, что «книга будет достойным продолжением работ Фёйе, Рамо и Блазиса». В конце лета балетмейстер отправился на Сцилию, где впервые возник необычный замысел, о чём в мемуарах писал следующее: «Из Таормины мы ехали через Сиракузы, Агридженто и Седжесту до Селинунта, где меня ошеломила абсолютная необъятность разрушенного Храма Титанов. Блуждая среди распавшихся на части колонн и массивных остатков статуй могущественных богов, торсы которых достигали иногда около 12 метров в высоту, я ощущал волнение — такое впечатление они производили. Они сразу навели меня на мысль о множестве гармоничных ансамблей, и я подумал, возможно ли, сочетая человеческое тело с безупречной музыкой, создать подобное ощущение физического совершенства. Мне казалось, что это осуществимо, только если использовать симфонию великого композитора как источник вдохновения для хореографии. Позднее эта идея вернулась ко мне».
Замысел воплотился в первом балете-симфонии Мясина «Предзнаменования», после успеха которого балетмейстер решил продолжить эксперимент, осуществлённый в бессюжетном и более абстрактном сочинении. Отличительной особенностью нового балета стало отсутствие темы, действие развивалось как бы вне времени и пространства, поскольку не было никаких указаний ни на конкретную обстановку, ни на привязанность к какой-либо эпохе.

## Премьера
- 1933, 24 октября — «Хореартиум», одноактная хореографическая симфония (также балетная симфония)[4] в 4 частях на музыку 4-й симфонии И. Брамса. Либретто и хореография Л. Ф. Мясина[5], сценография: костюмы и декорации К. А. Терешковича и Е. Лурье (Евгений, Эжен, Юджин; Lourié Eugène), занавес Ю. П. Анненкова[6]. Альгамбра, Лондон[7]. Основные исполнители: Ирина Баронова, Александра Данилова, Татьяна Рябушинская, Нина Вершинина, Вера Зорина (Ева-Бригитта Хартвиг), Давид Лишин, Роман Ясинский, Павел Петров (Paul Petroff), Юрий Шабельский[7].

Последующие представления
- 1935 16 октября — показ балета в Метрополитен-опера, Нью-Йорк[5]
- 1938 10 октября — премьера в Мельбурне, Австралия,  Русский балет Ковент-Гардена полковника Василия де Базиля[3]

Балет также исполнялся во втором и третьем турне в городах Австралии и Новой Зеландии труппами полковника де Базиля Русский балет Ковент-Гардена (1938/39) и Оригинальный русский балет (1939/40).

## Возобновления
- 1960 — восстановление Татьяны Лесковой совместно с Леонидом Мясиным в Париже
- 1991 — реприза Татьяны Лесковой для Бирмингемского королевского балета[3]
- 2012, 17 ноября — возобновление Лорки Мясина, Баварский государственный балет

## Оценки
О лондонской премьере Мясин писал следующее: «Хотя в основном балет был встречен хорошо, многие критики так и не смогли принять его концепцию». Также как и в случае с «Предзнаменованиями», первым балетом-симфонией Мясина, оценки музыкантов и критиков резко разделились: одни, включая  композитора Константа Ламберта, сочли работу балетмейстера незабываемым ударом по сочинению Брамса, другие, как упоминаемый в мемуарах Леонида Мясина Эрнест Ньюмен, стали приверженцами новаторского подхода и высоко оценивали постановку.
В 1937 году Анатоль Чужой (Anatole Chujoy) высоко оценил данную работу Леонида Мясина: «Михаил Фокин придерживается мнения, что симфонические балеты, (особенно „Хореартиум“) не являются новым стилем, это лишь „Вигман на пуантах“. Это мнение разделяется довольно широким кругом выдающихся танцовщиков и хореографов. Похоже, они позабыли о том, что „Хореартиум“, несомненно обладающий теми качествами, которые дают право отнести его к одной из величайших хореографических композиций, известных миру, есть первый и последний балет, безусловно базирующийся на традиции. И если когда-либо существовал балет, отвечающий идее, изложенной Фокиным в письме, которое сейчас является, можно сказать, катехизисом балетного искусства, известное как „Пять пуантов“, — то это как раз „Хореартиум“».
В. А. Вязовкина указывала на то, что английские критики отмечали прямое влияние «Предзнаменований» и «Хореартиума» на «Видения» (Apparitions, 1936) и «Скитальца» (The Wanderer, 1941) Ф. Аштона. «Также мясинские „балеты-симфонии“ наглядно показали Аштону возможности применения в танце аллегорических образов и пластических метафор, чем он и воспользовался в технически сложном „танце колоколов“ из „Видений“».